# Federico Guglielmo d'Assia-Philippsthal-Barchfeld
Federico Guglielmo Carlo Luigi d'Assia-Philippsthal-Barchfeld (Barchfeld, 10 agosto 1786 – Copenaghen, 30 novembre 1834) fu principe della casata d'Assia-Philippsthal-Barchfeld.

## Biografia
Federico Guglielmo era figlio secondogenito del langravio Adolfo d'Assia-Philippsthal-Barchfeld (1743-1803) e di sua moglie, Luisa di Sassonia-Meiningen, nonché fratello del successivo langravio Carlo d'Assia-Philippsthal-Barchfeld e parente stretto del principe Carlo d'Assia-Kassel.
Destinato alla carriera militare, all'età di 6 anni venne nominato capitano di un reggimento di ussari di cui divenne maggiore nel 1807. Il 22 agosto 1812, sposò nella cappella del castello di Frederiksberg la principessa Giuliana Sofia, figlia di Federico, principe ereditario di Danimarca, e venne nominato contestualmente cavaliere dell'Ordine dell'Elefante nonché tenente colonnello. Nel 1815 prese servizio nell'esercito austriaco al comando del principe di Schwarzenberg nel reggimento degli ulani ottenendo il rango di maggiore generale, ma nel 1818 tornò in Danimarca ove venne nominato comandante di reggimento col grado riconosciuto di maggiore generale. Nel 1823 divenne comandante delle Livgarden til Hest (guardie a cavallo) e mantenne tale posizione sino al 1831 quando, alla morte del duca Guglielmo di Glücksburg ottenne il comando del corpo delle truppe federali che presero parte alle ostilità belga-olandesi.
Morì di tifo a Copenaghen il 30 novembre 1834 ed un suo ritratto è ancora oggi conservato nel Museo dell'Assia-Kassel, realizzato ad opera da Sebastian Weygandt come modello per una celebre stampa realizzata in Danimarca da Edvard Lehmann in occasione della sua morte.

## Ascendenza
|                                                            |                                      |                                                   | Genitori                                                         |  |  | Nonni |  |  | Bisnonni                        |  |  | Trisnonni                       |  |
|                                                            |                                      |                                                   |                                                                  |  |  |       |  |  | 8. Filippo d'Assia-Philippsthal |  |  | 16. Guglielmo VI d'Assia-Kassel |  |
|                                                            |                                      |                                                   |                                                                  |  |  |       |  |  | 8. Filippo d'Assia-Philippsthal |  |  | 16. Guglielmo VI d'Assia-Kassel |  |
|                                                            |                                      | 17. Edvige Sofia di Brandeburgo                   |                                                                  |  |  |       |  |  | 8. Filippo d'Assia-Philippsthal |  |  |                                 |  |
| 4. Guglielmo d'Assia-Philippsthal-Barchfeld                |                                      |                                                   |                                                                  |  |  |       |  |  | 8. Filippo d'Assia-Philippsthal |  |  |                                 |  |
|                                                            |                                      | 9. Caterina Amalia di Solms-Laubach               | 18. Carlo Ottone di Solms-Laubach                                |  |  |       |  |  |                                 |  |  |                                 |  |
|                                                            |                                      | 9. Caterina Amalia di Solms-Laubach               | 18. Carlo Ottone di Solms-Laubach                                |  |  |       |  |  |                                 |  |  |                                 |  |
|                                                            |                                      | 9. Caterina Amalia di Solms-Laubach               | 19. Amoena Elisabetta di Bentheim-Tecklenburg                    |  |  |       |  |  |                                 |  |  |                                 |  |
| 2. Adolfo d'Assia-Philippsthal-Barchfeld                   |                                      | 9. Caterina Amalia di Solms-Laubach               |                                                                  |  |  |       |  |  |                                 |  |  |                                 |  |
|                                                            |                                      | 10. Lebrecht di Anhalt-Zeitz-Hoym                 | 20. Vittorio Amedeo di Anhalt-Bernburg                           |  |  |       |  |  |                                 |  |  |                                 |  |
|                                                            |                                      | 10. Lebrecht di Anhalt-Zeitz-Hoym                 | 20. Vittorio Amedeo di Anhalt-Bernburg                           |  |  |       |  |  |                                 |  |  |                                 |  |
|                                                            |                                      | 10. Lebrecht di Anhalt-Zeitz-Hoym                 | 21. Elisabetta del Palatinato-Zweibrücken-Veldenz                |  |  |       |  |  |                                 |  |  |                                 |  |
| 5. Carlotta Guglielmina di Anhalt-Bernburg-Schaumburg-Hoym |                                      | 10. Lebrecht di Anhalt-Zeitz-Hoym                 |                                                                  |  |  |       |  |  |                                 |  |  |                                 |  |
|                                                            |                                      | 11. Eberardina Giacoma di Weede                   | 22. Giovanni Giorgio di Weede                                    |  |  |       |  |  |                                 |  |  |                                 |  |
|                                                            |                                      | 11. Eberardina Giacoma di Weede                   | 22. Giovanni Giorgio di Weede                                    |  |  |       |  |  |                                 |  |  |                                 |  |
|                                                            |                                      | 11. Eberardina Giacoma di Weede                   | 23. Agnese Margherita di Raesfeld                                |  |  |       |  |  |                                 |  |  |                                 |  |
| 1. Federico Guglielmo d'Assia-Philippsthal-Barchfeld       |                                      | 11. Eberardina Giacoma di Weede                   |                                                                  |  |  |       |  |  |                                 |  |  |                                 |  |
|                                                            | 12. Bernardo I di Sassonia-Meiningen | 24. Ernesto I di Sassonia-Gotha-Altenburg         |                                                                  |  |  |       |  |  |                                 |  |  |                                 |  |
|                                                            | 12. Bernardo I di Sassonia-Meiningen | 24. Ernesto I di Sassonia-Gotha-Altenburg         |                                                                  |  |  |       |  |  |                                 |  |  |                                 |  |
|                                                            | 12. Bernardo I di Sassonia-Meiningen | 25. Elisabetta Sofia di Sassonia-Altenburg        |                                                                  |  |  |       |  |  |                                 |  |  |                                 |  |
| 6. Antonio Ulrico di Sassonia-Meiningen                    | 12. Bernardo I di Sassonia-Meiningen |                                                   |                                                                  |  |  |       |  |  |                                 |  |  |                                 |  |
|                                                            |                                      | 13. Elisabetta Eleonora di Brunswick-Wolfenbüttel | 26. Antonio Ulrico di Brunswick-Wolfenbüttel                     |  |  |       |  |  |                                 |  |  |                                 |  |
|                                                            |                                      | 13. Elisabetta Eleonora di Brunswick-Wolfenbüttel | 26. Antonio Ulrico di Brunswick-Wolfenbüttel                     |  |  |       |  |  |                                 |  |  |                                 |  |
|                                                            |                                      | 13. Elisabetta Eleonora di Brunswick-Wolfenbüttel | 27. Elisabetta Giuliana di Schleswig-Holstein-Sonderburg-Norburg |  |  |       |  |  |                                 |  |  |                                 |  |
| 3. Luisa di Sassonia-Meiningen                             |                                      | 13. Elisabetta Eleonora di Brunswick-Wolfenbüttel |                                                                  |  |  |       |  |  |                                 |  |  |                                 |  |
|                                                            |                                      | 14. Carlo I d'Assia-Philippsthal                  | 28. Filippo d'Assia-Philippsthal                                 |  |  |       |  |  |                                 |  |  |                                 |  |
|                                                            |                                      | 14. Carlo I d'Assia-Philippsthal                  | 28. Filippo d'Assia-Philippsthal                                 |  |  |       |  |  |                                 |  |  |                                 |  |
|                                                            |                                      | 14. Carlo I d'Assia-Philippsthal                  | 29. Caterina Amalia di Solms-Laubach                             |  |  |       |  |  |                                 |  |  |                                 |  |
| 7. Carlotta Amalia d'Assia-Philippsthal                    |                                      | 14. Carlo I d'Assia-Philippsthal                  |                                                                  |  |  |       |  |  |                                 |  |  |                                 |  |
|                                                            |                                      | 15. Carolina Cristina di Sassonia-Eisenach        | 30. Giovanni Guglielmo di Sassonia-Eisenach                      |  |  |       |  |  |                                 |  |  |                                 |  |
|                                                            |                                      | 15. Carolina Cristina di Sassonia-Eisenach        | 30. Giovanni Guglielmo di Sassonia-Eisenach                      |  |  |       |  |  |                                 |  |  |                                 |  |
|                                                            |                                      | 15. Carolina Cristina di Sassonia-Eisenach        | 31. Cristina Giuliana di Baden-Durlach                           |  |  |       |  |  |                                 |  |  |                                 |  |
|                                                            |                                      | 15. Carolina Cristina di Sassonia-Eisenach        |                                                                  |  |  |       |  |  |                                 |  |  |                                 |  |